# Geranomyia fimbriarum
Geranomyia fimbriarum är en tvåvingeart som först beskrevs av Alexander 1949.  Geranomyia fimbriarum ingår i släktet Geranomyia och familjen småharkrankar. Inga underarter finns listade i Catalogue of Life.